# Bergisches Museum Schloss Burg an der Wupper

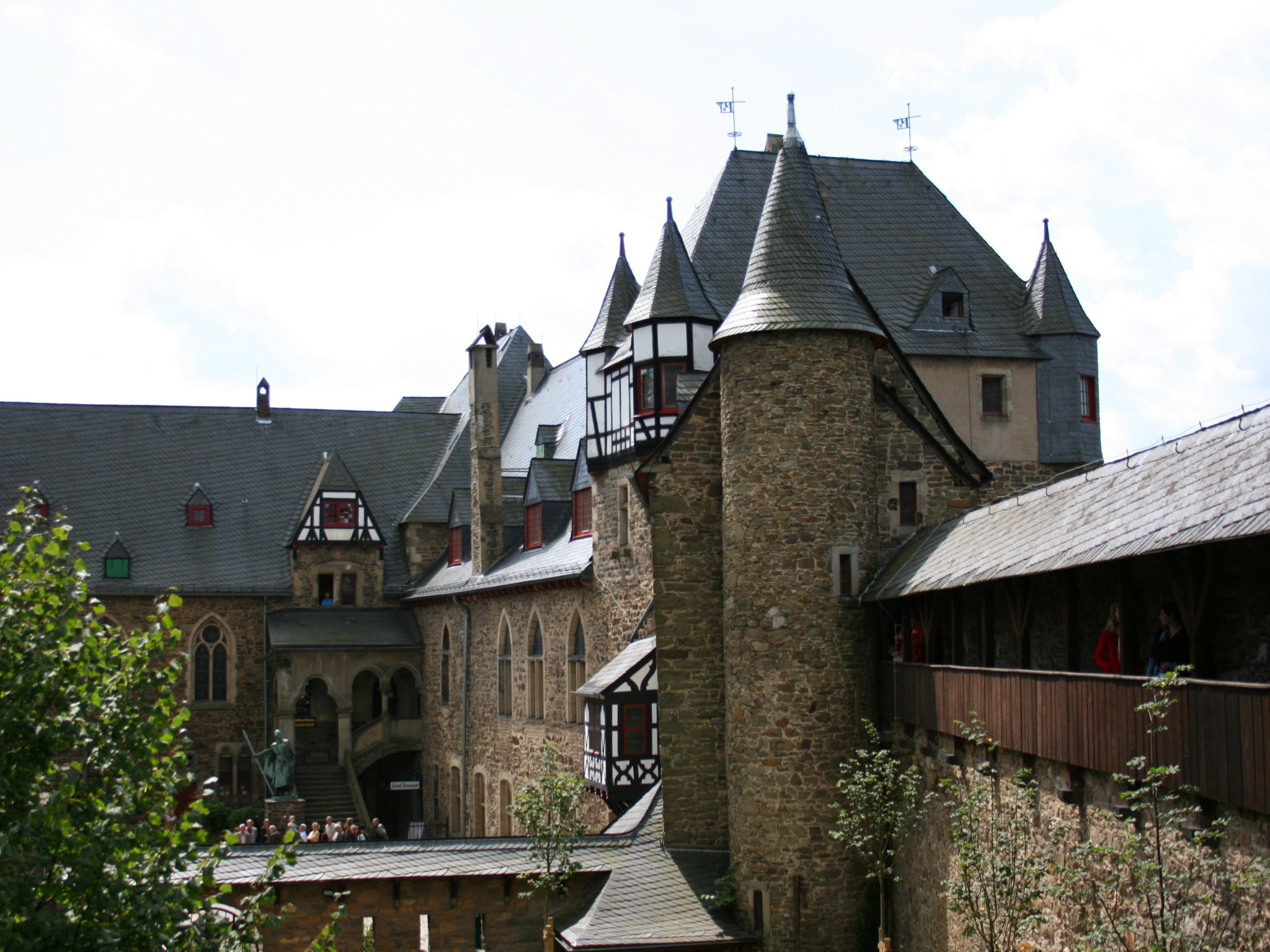
Das Bergische Museum ist in Schloss Burg beheimatet

Das Bergische Museum Schloss Burg an der Wupper befindet sich auf Schloss Burg und ist eines von 15 Museen in der nordrhein-westfälischen Stadt Solingen. Es gibt einen Einblick in die Geschichte des Mittelalters, insbesondere der Ritter und Burgen, sowie Alltagskultur, Handel und Geschichte des Bergischen Landes. Es wird deshalb oft auch als Bergisches Landesmuseum bezeichnet. Museumsträger ist der Schlossbauverein Burg an der Wupper.

## Geschichte
Ein erstes Museum wurde schon 1894 während des Wiederaufbaus von Schloss Burg im Rittersaal des rekonstruierten Saalbaus eingerichtet. Im Jahr 1911 belegte die Ausstellung bereits neun Räume im Dachgeschoss. Die Sammlung des Museums wurde aber 1920 bei einem Brand vollständig zerstört. Großzügige Sach- und Geldspenden der bergischen Bevölkerung ermöglichten den Wiederaufbau, sodass der Museumsbetrieb 1927 wieder aufgenommen werden konnte. Die Leitung übernahm der Maler Erich Hasenclever.
Bis 1962 bestand das Bergische Museum im Dachgeschoss des Palas aus einer Abfolge von herrschaftlichen Wohn- und Schlafräumen. Dann wurde die Ausstellung vollständig umkonzipiert. Ab 1985 ließ die Museumsleitung grundlegende Restaurierungen und Rückbauten in den Museumsräumen vornehmen, um die Ausstellung schrittweise ein weiteres Mal umzugestalten. Im Zuge von umfassenden Sanierungs- und Modernisierungsarbeiten am Schloss ist die Ausstellung des Museums seit 2014 wieder Gegenstand einer Neukonzipierung.

## Ausstellung

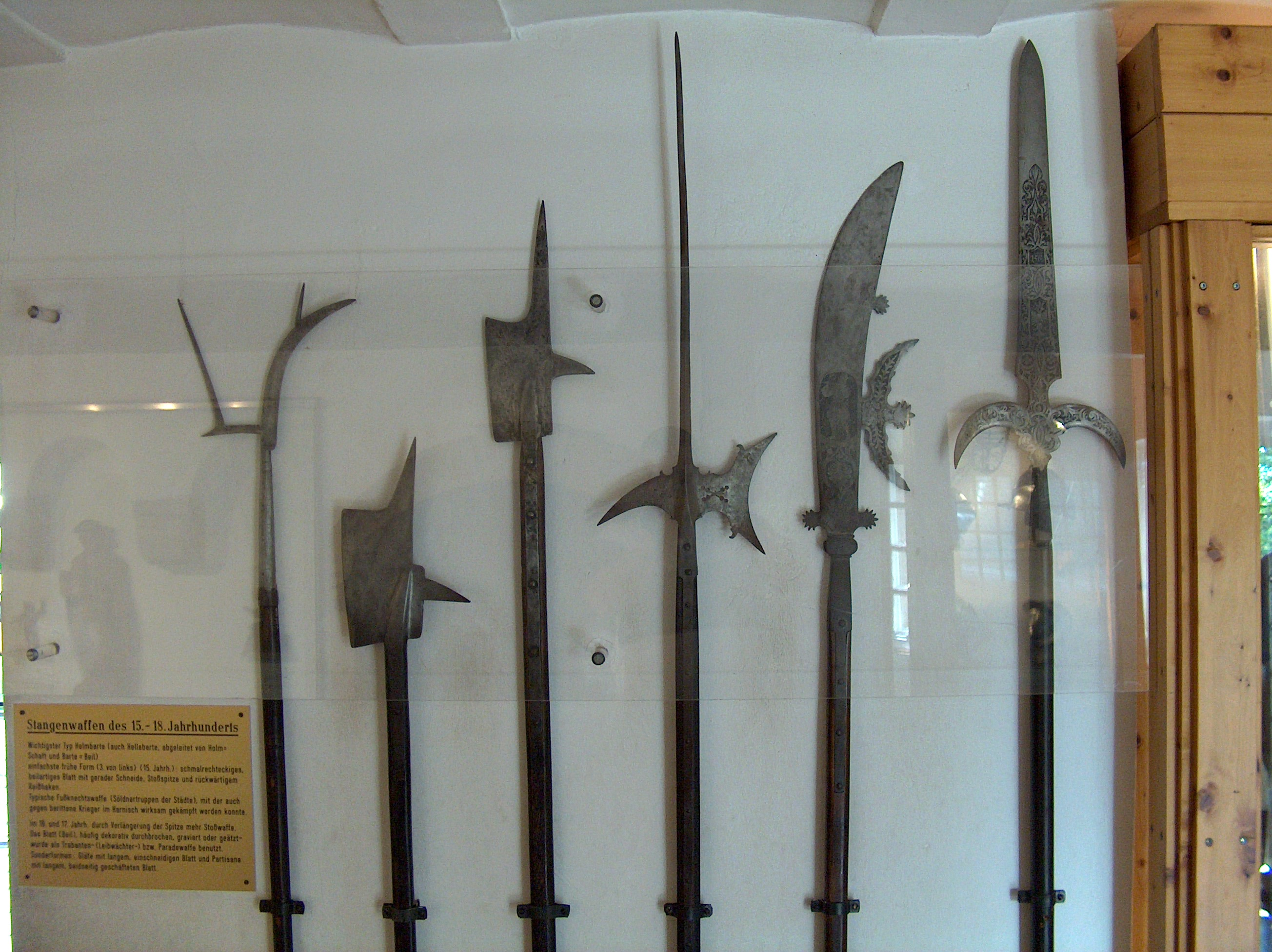
Waffen in der Rüstkammer

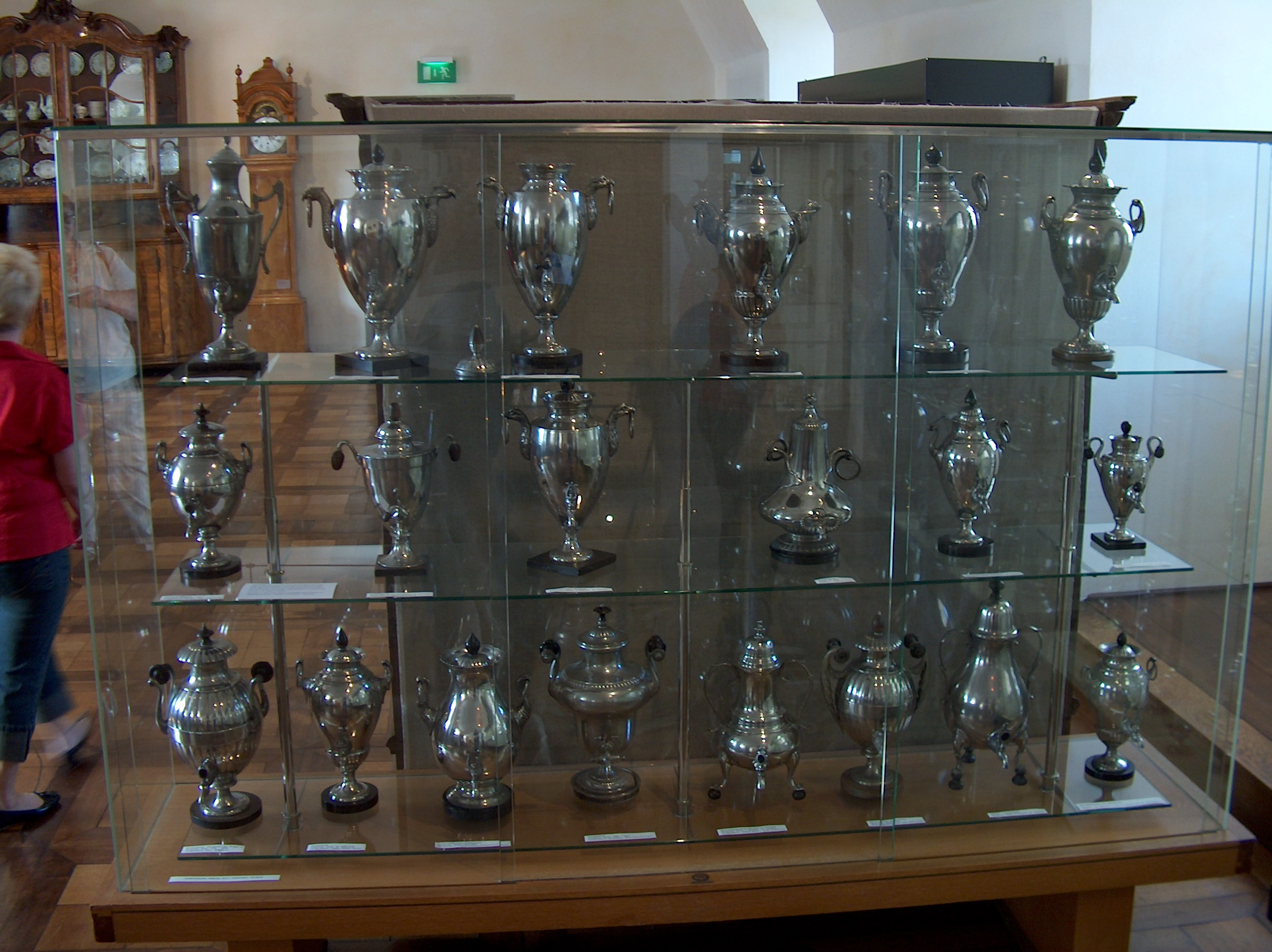
Dröppelminnas in der Ausstellung

Der Bergische Museum ist in erster Linie ein Regionalmuseum, dessen Ausstellungsschwerpunkte Bezug zum Bergischen Land und Schloss Burg haben. Die sogenannten historischen Räume im ersten Obergeschoss des Saalbaus vermitteln dabei nicht nur ein Stück Wiederaufbaugeschichte der Burganlage, sondern durch die von namhaften Mitgliedern der Düsseldorfer Malerschule angefertigten Historienmalereien an den Wänden auch wichtige Stationen in der Geschichte des Bergischen Landes sowie der Grafen und späteren Herzöge von Berg.
In den Museumsräumen im Dachgeschoss befindet sich die Rüstkammer mit Waffen, Harnischen, Schilden und Kettenhemden aus einem Zeitraum vom 11. bis 13. Jahrhundert. Ein weiterer Raum befasst sich mit der höfischen Jagd und zeigt neben Tierexponaten Gewehre und Waffen, die zur Jagd verwendet wurden. Außerdem sind verschiedene Modelle zu sehen, darunter ein Modell der gesamten Burganlage, ein Modell der in Bau befindlichen ersten Burg und die in Miniatur nachgestellte Schlacht von Worringen.
Weitere Räume befassen sich mit der bergischen Wohnkultur des 17. bis 19. Jahrhunderts und zeigen Möbel sowie Einrichtungsgegenstände aus dem Bergischen Land. Dabei sind viele unterschiedliche Modelle der typischen bergischen Dröppelminna zu sehen, einer barocken Kaffeekanne, die meist aus Zinn als Ersatz für das unerschwingliche Silber bestand. Zu den besonderen Exponaten des Museums zählen unter anderem die folgenden drei Stücke:
- eine Holzfigur des heiligen Adrianus aus Eiche, die um 1525 im Gebiet des Niederrheins oder der westlichen Niederlande angefertigt wurde[5]
- eine wahrscheinlich aus Tournai stammende flämische Tapisserie aus dem ersten Drittel des 16. Jahrhunderts[6]
- ein Elfenbeinkästchen mit feuervergoldeten Beschlägen und Arabeskenverzierungen; es wurde um 1220 in Unteritalien angefertigt und zeigt in seiner Gestaltung arabische Einflüsse[7]

Neben dem Palas genannten Saalbau wird auch der Bergfried von Schloss Burg vom Bergischen Museum genutzt. Nach zweijährigen Sanierungs- und Umbaumaßnahmen wurde er am 7. Juli 2018 offiziell wiedereröffnet. Das ehemalige Verlies im Erdgeschoss dient als erste Station für Schlossbesucher, welche die Anlage mittels Rundgang erkunden wollen. Die übrigen fünf Etagen informieren über wichtige Ereignisse aus der Geschichte des Schlosses und der Grafen von Berg sowie über weltliche Herrschaft im Mittelalter.
Bis 2015 zeigte das Museum auch die Einrichtung zweier rheinisch-bergischer Apotheken. Als die 1821 errichtete Adler-Apotheke an der Düsseldorfer Straße in Opladen 1980 geschlossen wurde, kam ihre Inneneinrichtung nach Schloss Burg. Zwei Jahre später folgte als Leihgabe der Apothekerkammer Nordrhein die vollständig erhaltene Offizin der Kölner Einhorn-Apotheke. Deren Einrichtung war ursprünglich um 1830 im Empire-Stil für die Alte Apotheke in Siegburg gefertigt worden. 1867 übernahm sie die Adler-Apotheke in Hennef, ehe sie 1949 schließlich in die Kölner Einhorn-Apotheke kam. Zu der Leihgabe gehörten mehr als 400 Glas- und Porzellangefäße. Ebenso umfasste das Inventar deutsche, italienische, spanische und niederländische Fayencen, Prunkgefäße aus schwarzem Hyalithglas, mehrere Mörser, Haus- und Reiseapotheken sowie historische Druckschriften. Per Schenkung kam die Einhorn-Apotheke im Mai 2011 in den Bestand des Deutschen Apotheken-Museums, blieb aber vorerst als Leihgabe in Burg. Seit 2017 ist sie im Apothekerhaus am Aasee in Münster zu sehen.
Das Museum präsentiert in Wechselausstellungen auch Künstler die dem Bergischen Land verbunden sind. 1996 wurde anlässlich der Feier des 20-jährigen Bestehens des Freundeskreises Erwin Bowien e. V. eine Retrospektive des Künstlers Erwin Bowien (1899–1972) gezeigt.

## Museumsleitung
- 1907–1920: Rudolf Roth (1881–1953)
- 1920–1927: keine Ausstellung (Brandschaden)
- 1927–1933: Erich Hasenclever (1886–1967)
- 1933–1945: Jakob Hamacher ( † )
- 1945–1952: Wilhelm Rees (Heimatforscher) (1888–1969)
- 1952–1954: Arthur Marschall (1886–1954)
- 1954–1959: Adolf Schüttler (1912–2006)
- 1959–1979: Christof Johannes Roselt (* 1926)
- 1979–2005: Dirk Soechting (* 1940)
- 2005–2008: Stefan Geppert (* 1961)
- 2009–0000: Klaus Dieter Schulz (* 1943) und Hans Irlenbusch (* 1936)
- 2010–2011: Axel Kolodziej (* 1968)
- 2011–2013: Klaus Dieter Schulz (* 1943) und Hans Irlenbusch (* 1936)
- 2013–2019: Klaus Dieter Schulz (* 1943) und Bernd P. Mayer
- seit 2020-0: Gregor Ahlmann (* 1978)